# Léon Stynen

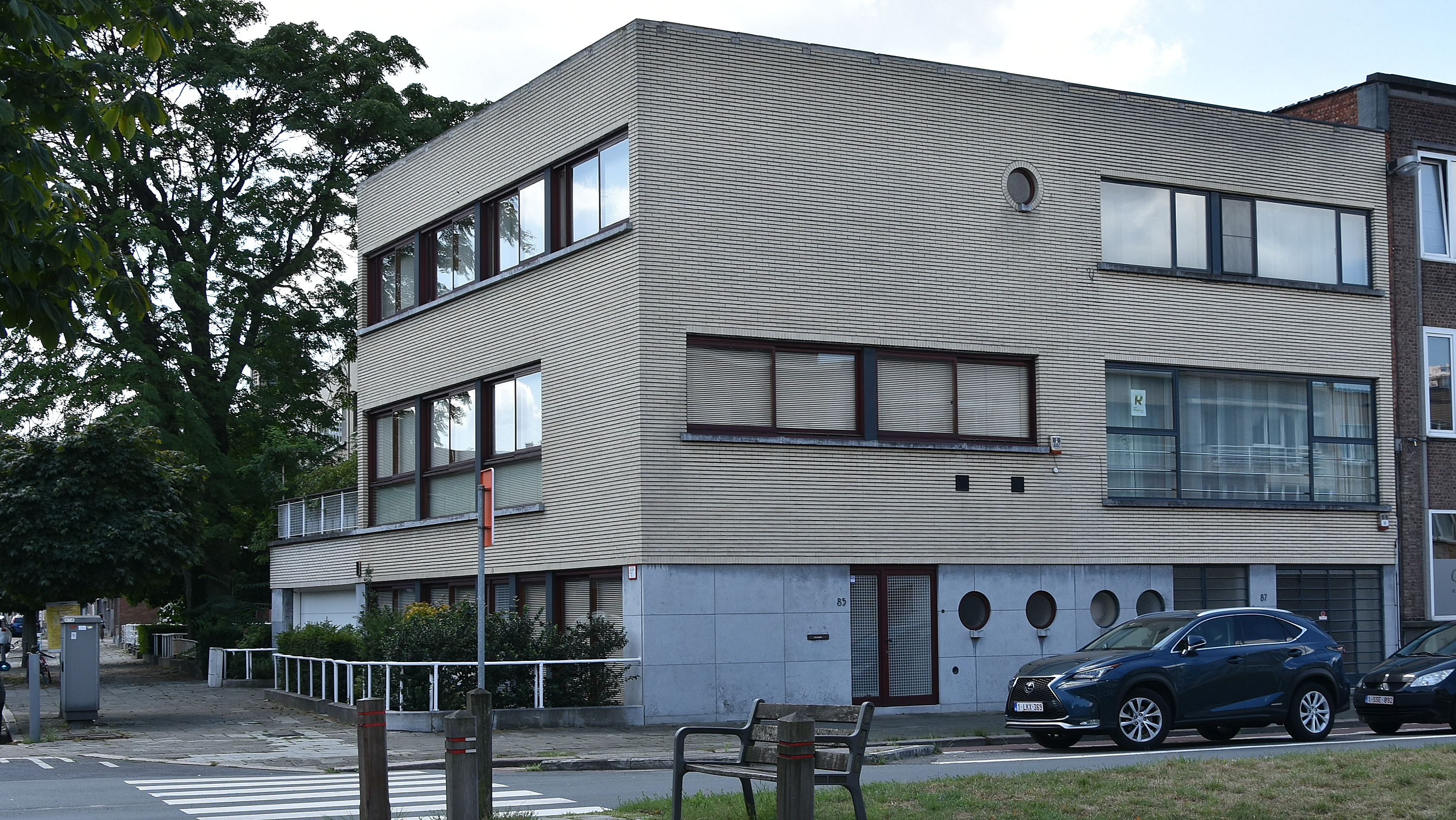
Architectenwoning Léon Stynen (huisnummer 85) en woning Verheyen

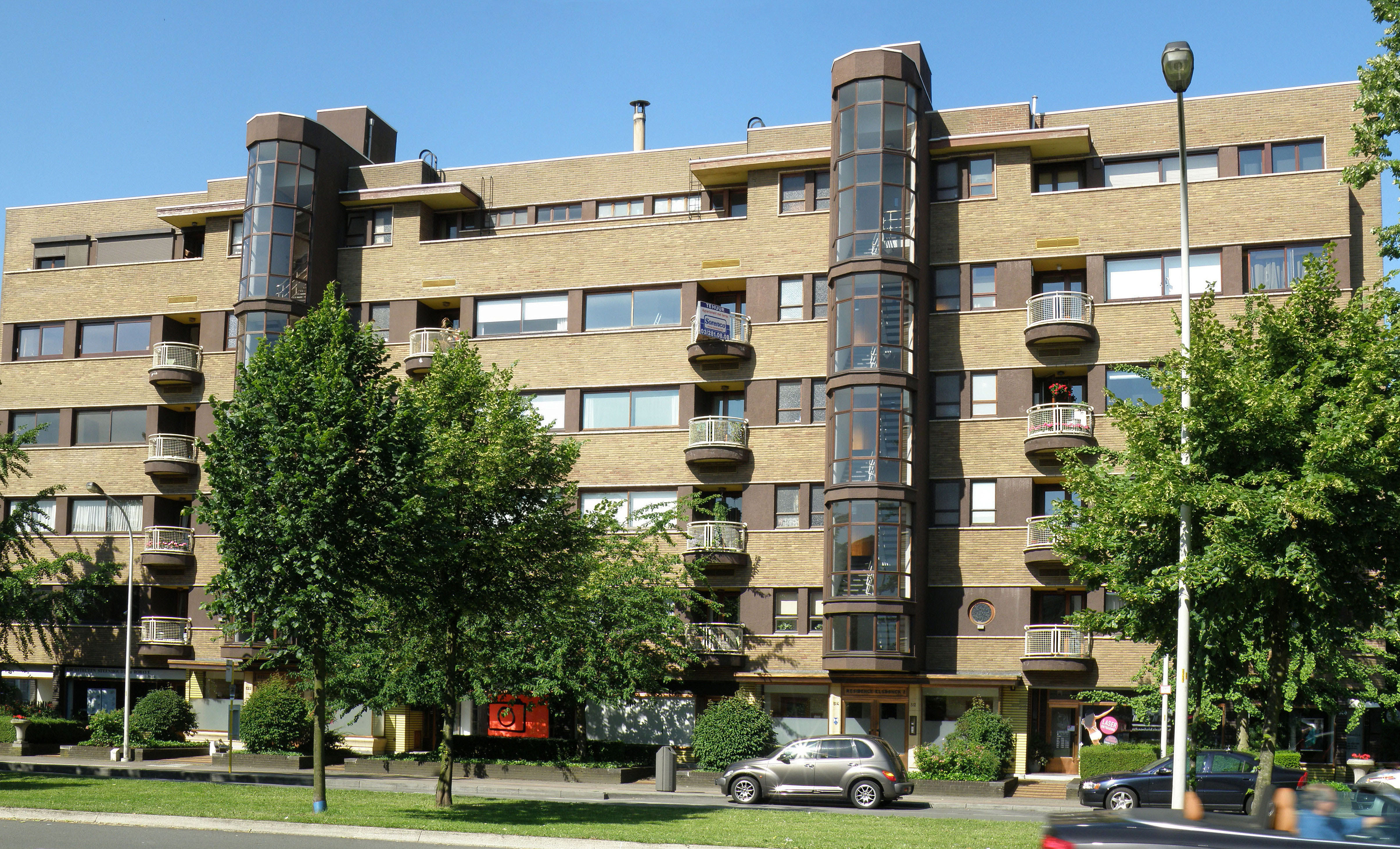
Résidence Elsdonck in Wilrijk

Léon Stynen (Antwerpen, 15 juli 1899 – 13 mei 1990) was een Belgisch architect, stedenbouwkundige en ontwerper, en actief in het onderwijs als docent, directeur en onderwijshervormer.

## Biografie
Stynen was de zoon van Leonard Jean-Baptiste Stynen, een beeldhouwer en vormgever die een atelier had aan de Provinciestraat in de Antwerpse wijk Zurenborg. Zijn vader had een grote invloed op hem maar drong zijn voorkeur nooit op aan zijn zoon. Hij hield niet van zijn vaders versierde architectuur. "De naakte vorm was altijd mijn ideaal" zei Léon Stynen in de biografie van Albert Bontridder over de architect.
In 1921 studeerde Léon Stynen af als architect aan het Nationaal Hoger Instituut te Antwerpen. Zijn tijdgenoten waren onder meer Victor Bourgeois en Louis Herman De Koninck. In internationale context waren dat Theo van Doesburg, Walter Gropius en Le Corbusier. Tijdens zijn opleiding werkte hij voor architect Gerard de Ridder die hem in contact bracht met de ontwerpfilosofie van Camillo Sitte en Henry Van de Velde. Politiek was hij gelieerd aan socialisten zoals Camille Huysmans (1871–1968) wiens kabinetsmedewerker hij was tijdens zijn periode als eerste minister en als burgemeester van Antwerpen.

## Léon Stynen als architect
Stynens eerste succes was een wedstrijdontwerp (1921) voor een herdenkingsmonument in Knokke. Er volgden wedstrijdontwerpen en plannen voor cottages, woningen, winkelgebouwen en appartementen. Het is vooral in de decoratieve baksteenarchitectuur dat de invloeden van onder meer de Amsterdamse School en art-deco te zien zijn. Het ouderlijk huis in Antwerpen was zijn studio tot hij begin jaren 30 zijn eigen woning betrok in de Tentoonstellingswijk, aan de huidige Camille Huysmanslaan.
Stynen realiseerde de constructies van casino's, rustoorden, bioscopen, scholen en kantoorgebouwen. Tijdens een treinreis naar Knokke ontmoette hij François Nellens die hem later de opdracht gaf om het casino van Knokke te tekenen. Zijn inspiratie hiervoor vond hij in het werk van Hendrik Petrus Berlage. In 1923 leerde hij via een aannemer de mogelijkheden van beton kennen. Tijdens deze periode hadden sculpturale elementen hun belang in zijn werk, het resultaat van zijn samenwerking met beeldhouwer Guillaume Dumont.

### Léon Stynen en het Modernisme
Stynens focus lag in die periode hoofdzakelijk op de ideeën van het nieuwe bouwen en het modernisme, geïnspireerd als hij was door het werk van Le Corbusier. Hij had diens werk leren kennen tijdens een bezoek aan Parijs in 1925, samen met zijn vriend en kunstschilder René Guiette die bevriend was met Le Corbusier en zijn huis had ontworpen. Stynen was vooral geïnteresseerd in het Pavilion L'Esprit Nouveau van Le Corbusier. Hij distantieerde zich van het werk van Berlage en de Amsterdamse School en verdiepte zich in de architectuur van rechte lijnen en rechthoekige vlakken. Een van de eerste uitdrukkingen hiervan was zijn ontwerp voor de residentie Verstrepen in Boom van 1927. Einde jaren twintig opteerde hij resoluut voor het Modernisme. Rond 1930 was Stynen een veelgevraagd architect. Hij kreeg onder meer de opdracht om paviljoenen te ontwerpen voor de wereldtentoonstelling 1930 in Antwerpen.
De CIAM-conferentie van 1930 in Brussel legde de nadruk op het ontwerpen van torengebouwen en niet langer op tuinsteden. Ongetwijfeld verhoogde dit de impact die het Modernisme op hem had. In een aantal residenties van Antwerpen ziet men de evolutie van zijn werk van vereenvoudigde art-déco naar extensieve functionaliteit en ruimtelijke layout. Hij wierp zich op als de leidende architect voor de bouw van appartementen voor de rijkere middenklasse van Antwerpen.
In 1937 vroeg dr. Van Thillo hem een Vlaams huis te ontwerpen voor de Veltwijcklaan te Ekeren. Hij kwam met een afwijkend project dat opzien baarde en een belangrijke plaats zou innemen in het portfolio van het bureau. De muren met kleine vensters met witte omlijstingen waren bekleed met leien in een complex patroon. Er volgden nog vele andere. Het Vlaams huis bestaat intussen niet meer.
Door de aandacht die zijn werk voor de wereldtentoonstelling van 1930 had gekregen en door zijn contacten met Henry Van de Velde, werd hij uitgenodigd om bij te dragen aan het ontwerp van het Belgisch paviljoen op de wereldtentoonstelling van 1939 te New York, met Henry van de Velde en Victor Bourgeois.

### Léon Stynen en Paul De Meyer
Bij het uitbreken van de Tweede Wereldoorlog vluchtte Stynen met zijn gezin naar Frankrijk. Na de oorlog bleef Stynen in die mate opdrachten ontvangen dat architect Paul De Meyer zijn architectenbureau kwam versterken. Het bureau had acht tot tien bedienden in dienst. De Meyer had de dagelijkse leiding over het bureau van 1950 tot 1964 terwijl Stynen directeur was aan Ter Kameren. Het architectenbureau ontwikkelde zich tot een van de belangrijkste in België en richtte zich op gebouwen van een grote schaal waarbij de nadruk lag op de verhoudingen in de gevel, en functionele/rationele plattegronden, logisch geschikt rond een centrale ruimte en een zo perfect mogelijke uitvoering en afwerking.
In 1948 verzette hij zich tegen de wet De Taeye die subsidies voorzag voor de private huizenbouw om het tekort aan woningen na de oorlog op te vangen. Stynen vond dat de weg naar de grootst mogelijke middelmatigheid want mensen kunnen nu doen wat ze willen. Op vraag van Huysmans, dan burgemeester in Antwerpen, was hij toch bereid om een ontwerp te maken voor huizen op de Linkeroever, een project dat niet gerealiseerd werd. Zijn precaire financiële situatie zorgde ervoor dat hij tot 1950 op vraag van zijn opdrachtgevers van het modernisme afstapte en meer algemeen geaccepteerde ontwerpen creëerde, en vanaf dan opnieuw uitdrukkelijker modern.
Een nieuwe kans bood zich aan toen hij voor Wilrijk (niet gerealiseerd) en Kessel-Lo (1950–1960) een nieuwe tuinstad mocht ontwerpen, in Kessel-Lo de woonwijk Casablanca (zie afbeeldingen). Vanaf het begin sprak hij zich sterk uit voor een eigentijdse vormgeving. Het werd een opmerkelijk voorbeeld van na-oorlogse sociale huisvesting in België met modernistische laag-, midden- en hoogbouw, een plein en een gebouw voor collectieve voorzieningen. Het Koning-Albertgebouw is geïnspireerd door Le Corbusiers Unité d'habitation in Marseille. Zijn belangrijkste opdracht vlak na de oorlog was zeker het casino van Oostende. Hij was goed voorbereid aangezien hij voor Nellens al een casino had ontworpen. Als laureaat van de wedstrijd stelde hij onder meer een andere locatie die beter inspeelde op het massa-toerisme dat zich stilaan ontwikkelde. Het gemeentebestuur ging niet akkoord met zijn plannen en vroeg om een eerder klassiek concept. Stynen was niet helemaal tevreden met wat het uiteindelijk werd: We kunnen de architectuur van het casino misschien categoriseren onder fin de siècle. Men kan het ook zien als het bewijs van bewuste professionele competentie.

### Stynen, De Meyer, Meekels en Bresseleers
Het groeiend aantal opdrachten verplichtte Stynen en De Meyer om twee getalenteerde architecten uit de Antwerpse academie aan boord te nemen: Walter Bresseleers en Paul Meekels. Zij sloten een samenwerkingsverband in 1956 waarin een memorandum vervat was dat de verdeling van taken, procedures en werkorganisatie beschreef. Stynen bleef de controle behouden terwijl De Meyer de facto het bureau beheerde. De Zonnewijzer, (1955) een brutalilstisch concept waarin hun kantoor was gevestigd, was het tweede gebouw dat Stynen op eigen initiatief had gebouwd en was de start van een nieuwe succesvolle periode. In de jaren vijftig was het een opvallend en gedurfd gebouw, vernieuwend voor de appartementsbouw in België. Ook de Sint-Ritakerk te Harelbeke verwijst naar de invloed van Le Corbusier. Een andere realisatie was het telexgebouw boven op de Noord-Zuidverbinding voor de toenmalige R.T.T. (1956) aan de Keizerinlaan, in het hart van Brussel.
Voor het ontwerp van het hoofdkwartier van Ebes (1956) werkte Stynen samen met architect Hugo Van Kuyck waarbij ze zich lieten inspireren door Amerikaanse hoogbouw. Het oorspronkelijk ontwerp telde elf verdiepingen en had een stalen skelet en zelfdragende stalen vliesgevels. Dit ontwerp werd door de klant aangepast.

### Léon Stynen buiten eigen grenzen
Stynen participeerde op een eerder bescheiden manier aan het internationaal architectendiscours toen de Belgische tak van het CIAM hem in 1946 vroeg om mee te werken aan de organisatie van de conferenties in Bridgwater waaraan hij deelnam in 1947. Hij was er ook in Bergamo (1949), Hoddesdon (1951) en in Aix-en-Provence in 1953. Architect Paul Fitschy (1908–1993) die van het begin lid was van CIAM getuigde dat Stynen zeer actief deelnam aan de discussies.

### Stynen en De Meyer vanaf 1960
De jaren zestig van de 20e eeuw waren een periode van economische groei en expansie. De firma Stynen-De Meyer groeide uit tot een van de belangrijkste architectenbureaus in België waarvan ontwerpen, die prijzen ontvingen, hun weg vonden naar publicaties in binnen- en buitenland. Stynens faam zorgde ervoor dat zijn collega's hem uitriepen tot de eerste nationale voorzitter van de Orde der Architecten. Een tentoonstelling van zijn werk werd georganiseerd en in 1973 verkreeg hij de gouden medaille van de Belgische architecten. De opdrachten die de firma ontving werden talrijker en meer divers. Beton nam, vooral in de grotere constructies zoals stedelijke kantoorgebouwen en winkelruimtes, een steeds belangrijker plaats in.

## Galerij

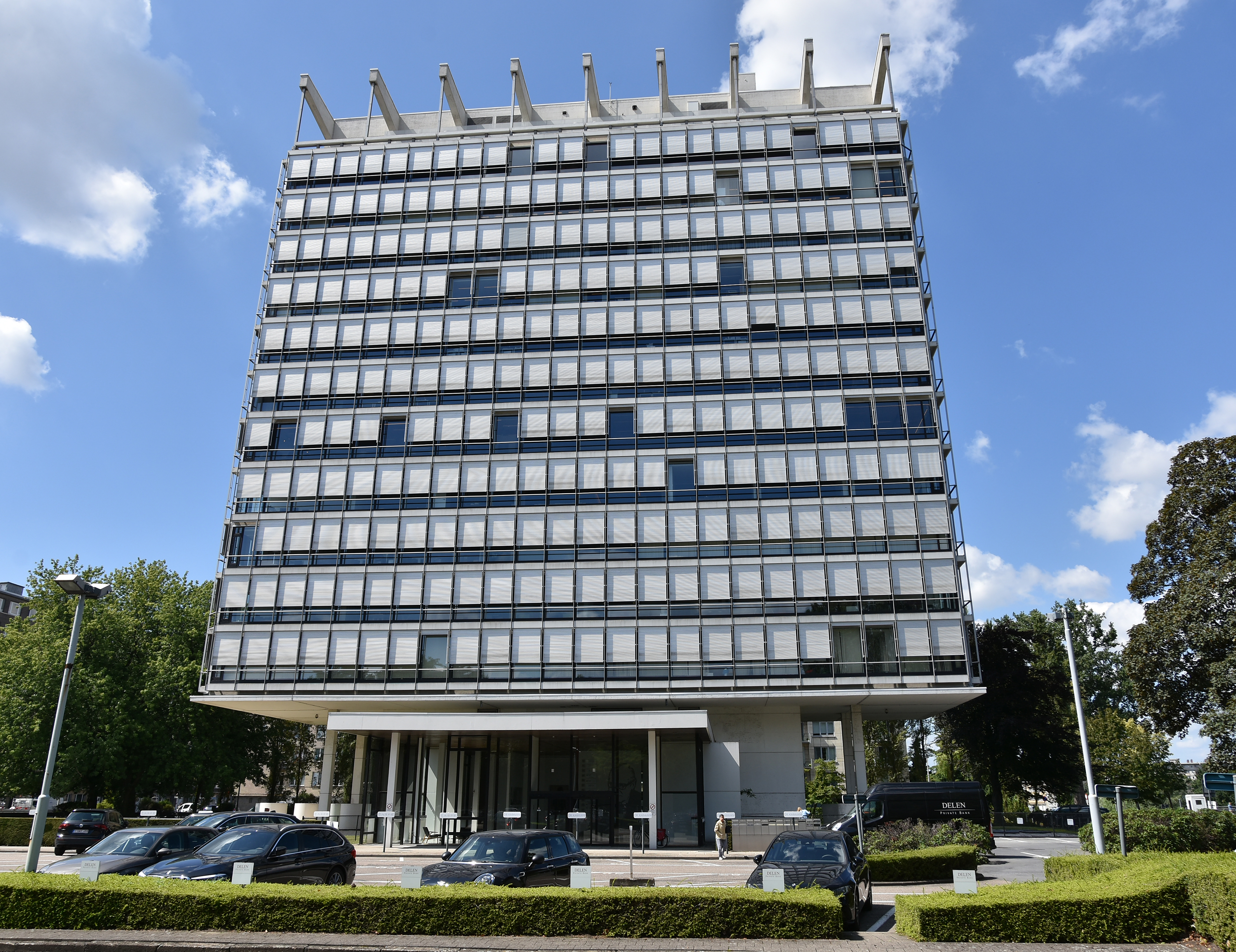
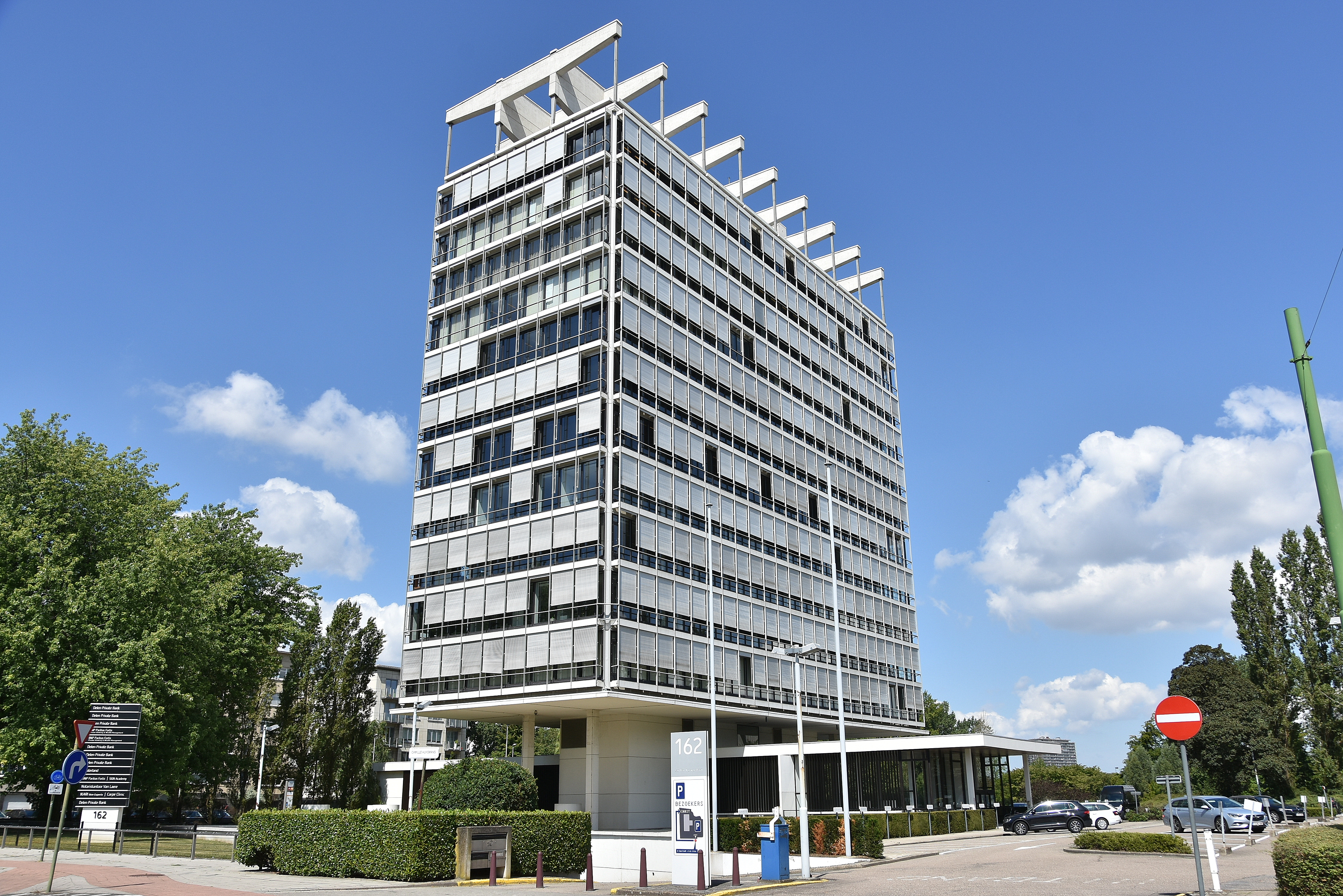

Prominent aanwezig in hun werk tijdens de jaren zestig is de BP-building (1963) in Antwerpen. Stynen kon de opdrachtgever overtuigen om niet voor de Eiermarkt in Antwerpen te kiezen als locatie maar een plek aan de rand van de stad (Wezenberg). Stynen en De Meyer realiseerden met dit project een van de meest innovatieve en gedurfde ontwerpen van de jaren zestig in het land: een ingenieuze opgehangen constructie waarbij vloeren en muren aan stalen kabels vanaf een monumentale structuur in het dak werden opgehangen. De vliesgevels voerde men uit in licht glas en hout, terwijl het interieur werd voorzien van Belgisch en buitenlands meubilair en ontwerp.

#### deSingel

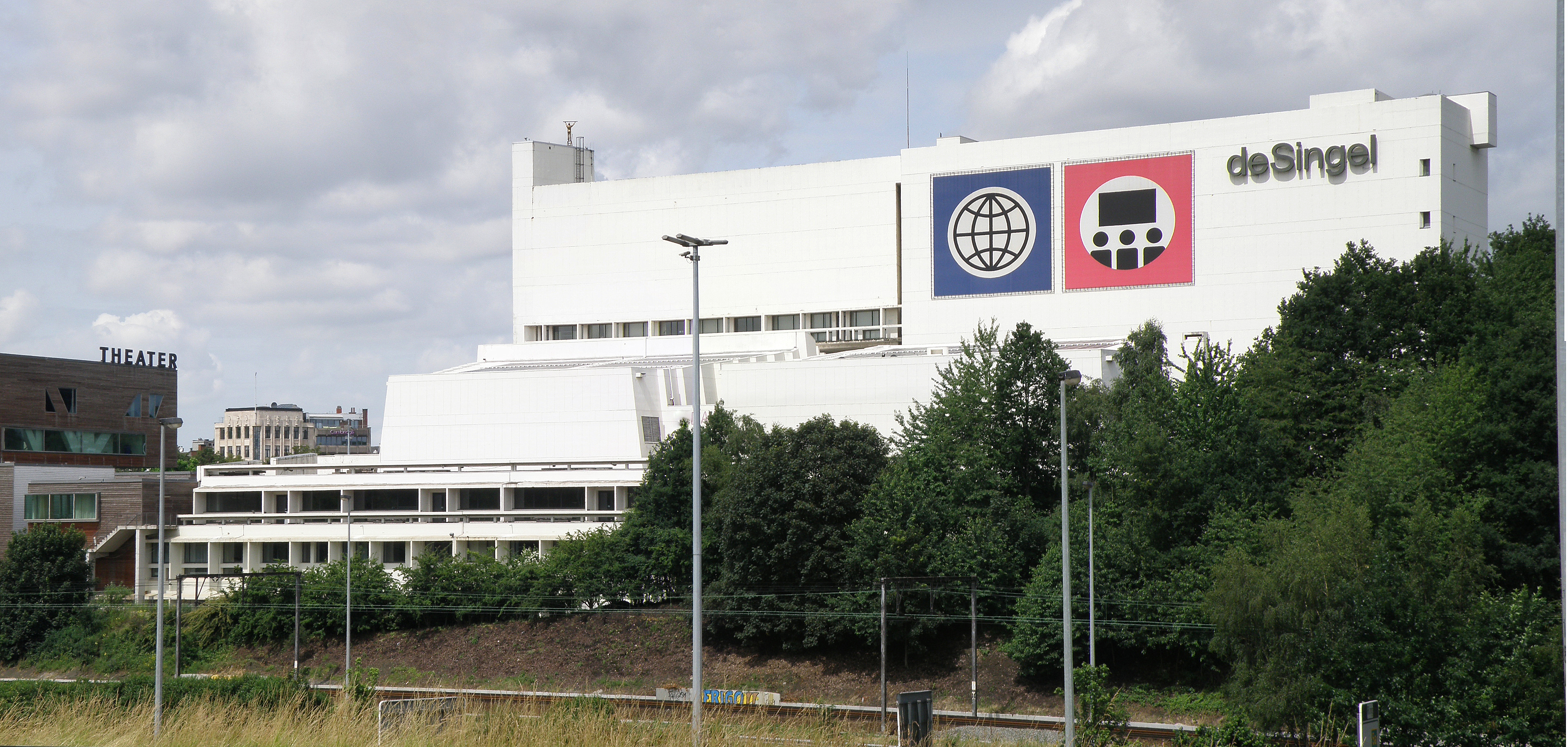
deSingel (wit gedeelte), in samenwerking met Paul De Meyer

Tijdens de jaren zestig had de gemiddelde Belg meer en meer vrije tijd terwijl de regering inzette op de constructie van culturele infrastructuur. Stynen en De Meyer ontwierpen een aantal gebouwen die cultuur- en vrijetijdsruimtes met elkaar combineerden. De gerealiseerde BP-building en het Crest-hotel (nu Crowne-Plaza) waren deel van een plan van Stynen en De Meyer, om op de Wezenberg, die gedeeltelijk werd afgegraven, een aantal gebouwen op te trekken in een groen kader met waterpartijen. Het plan werd traag en maar gedeeltelijk uitgevoerd, tussen 1958 en Stynens pensionering in 1977. Het was vooral de aanleg van nieuwe wegen die het landschap erodeerde waardoor onder meer deSingel, nu aan de Jan Van Rijswijcklaan 155, zijn binding met de natuur verloor. Toch blijft deSingel een overtuigend ontwerp met zijn ruime binnentuinen en brede gangen met klaslokalen, podia en kantoren, hier ook op piloti's geplaatst. De monumentale inkomhal met amorfe openingen nodigt uit. De trap met zijn te lage en te brede trappen, vertraagt het tempo van de bezoeker.
Eerder had Stynen een project ingediend voor een Museum voor Moderne/Hedendaagse Kunst, vlak bij het Steen, een gebouw op 10 m-hoge piloti's. Het project werd verworpen uit vrees dat het de havenactiviteiten zou storen.
Toen in 1968 een plan werd voorgesteld om het museum in een verlaten gebouw in het stadscentrum op te trekken , kwam Stynen met een tegenvoorstel. Hij stelde voor om Le Corbusiers nooit gerealiseerd musée à croissance illimitée (museum met onbegrensde groei) te bouwen op Antwerpens linkeroever. Stynens plan kreeg de goedkeuring van het stadsbestuur, de pers en het publiek maar de stad verkoos het Middelheimpark als locatie. Stynen verkreeg van de Le Corbusier-stichting de toelating om het bestaand ontwerp te gebruiken dat een centraal gebouw omvatte, omgeven door een spiraal van vierkanten, dat kon worden uitgebreid naargelang de noden. Gezien het park als een groenzone werd ingekleurd, geraakte de bouw niet verder dan een eerstesteenlegging in 1970.

## Léon Stynen in het onderwijs
In 1936 werd het architectuuronderwijs aan de Academie van Antwerpen gereorganiseerd en legde men nadruk op de wetenschappelijke basis en de technische aspecten ervan. Stynen was een fervent voorstander van die hervorming die leidde tot de erkenning van het architectuurdiploma in 1936 en zijn legale bescherming van de titel en het beroep in 1939. De directeur van de Academie, Isidore Opsomer kon Stynen overtuigen om docent te worden. Een van zijn leerlingen was zijn latere medewerker Paul De Meyer die zijn lesgeven beschreef als revolutionair en innovatief.
Er kwam een splitsing tussen beeldende kunsten en architectuur. Stynen ging de afdeling architectuur leiden en richtte een autonoom instituut op in dezelfde gebouwen: het Nationaal hoger instituut voor bouwkunst en stedebouw. In 1950 werd hij, op vraag van Henry Van de Velde directeur van het Hoger Instituut voor Decoratieve Kunsten Ter Kameren in Brussel en verving er Herman Teirlinck. Stynen leidde vijftien jaar lang het instituut.

## Epiloog
Toen Léon Stynen zijn activiteiten als architect op 1 januari 1977 beëindigde, was hij intussen welbekend en gerespecteerd, en een vertegenwoordiger met gezag van het modernisme, alhoewel hij ook kritiek kreeg voor de compromissen die hij sloot. Tegelijkertijd kreeg hij ook lof omdat hij non-conformistische ideeën kon omzetten in conventionele. Stynens reputatie kreeg vorm, onder meer door het interview (zie externe link) in 1972 door Joos Florquin (1916-1978).
Wat zijn carrière als architect kenmerkt, is de afwezigheid van theoretisch discours, die een praktische reden had. Hij wilde, meer dan wat ook, ontwerpen en bouwen wat de afwezigheid van geschreven theorieën of handleidingen verklaart. Basisideeën van Stynen zijn wel te vinden in interviews en in lezingen die hij gaf. Hij was zeker geen revolutionair architect maar wilde geraffineerde ontwerpen maken, waarbij hij puur architecturaal te werk ging, geïnspireerd door de tijd waarin hij leefde en de mensen rondom hem. Zijn archief, bewaard door het provinciebestuur van Antwerpen, heeft groot belang voor zijn nalatenschap.
Een aantal van zijn realisaties zijn nog prominent aanwezig zoals het Casino-Kursaal Oostende, de parkwijk Casablanca en de basisschool Heffel te Kessel-Lo. Het wooncomplex Elsdonck in Wilrijk (1932), een eenvoudig en bescheiden, maar in al zijn onderdelen doordacht wooncomplex werd gerealiseerd nog vooraleer Le Corbusier de Unité d'Habitation in Marseille bouwde. Zijn nog bestaande woning (1932) aan de Camille Huysmanslaan te Antwerpen en het Hof Ten Bos, een voormalig sanatorium (1937) zijn eigen ontwerpen.
Gedurende zijn loopbaan ontving hij vele officiële onderscheidingen. In Antwerpen-Zuid is de Léon Stynenstraat naar hem vernoemd.

## Galerij

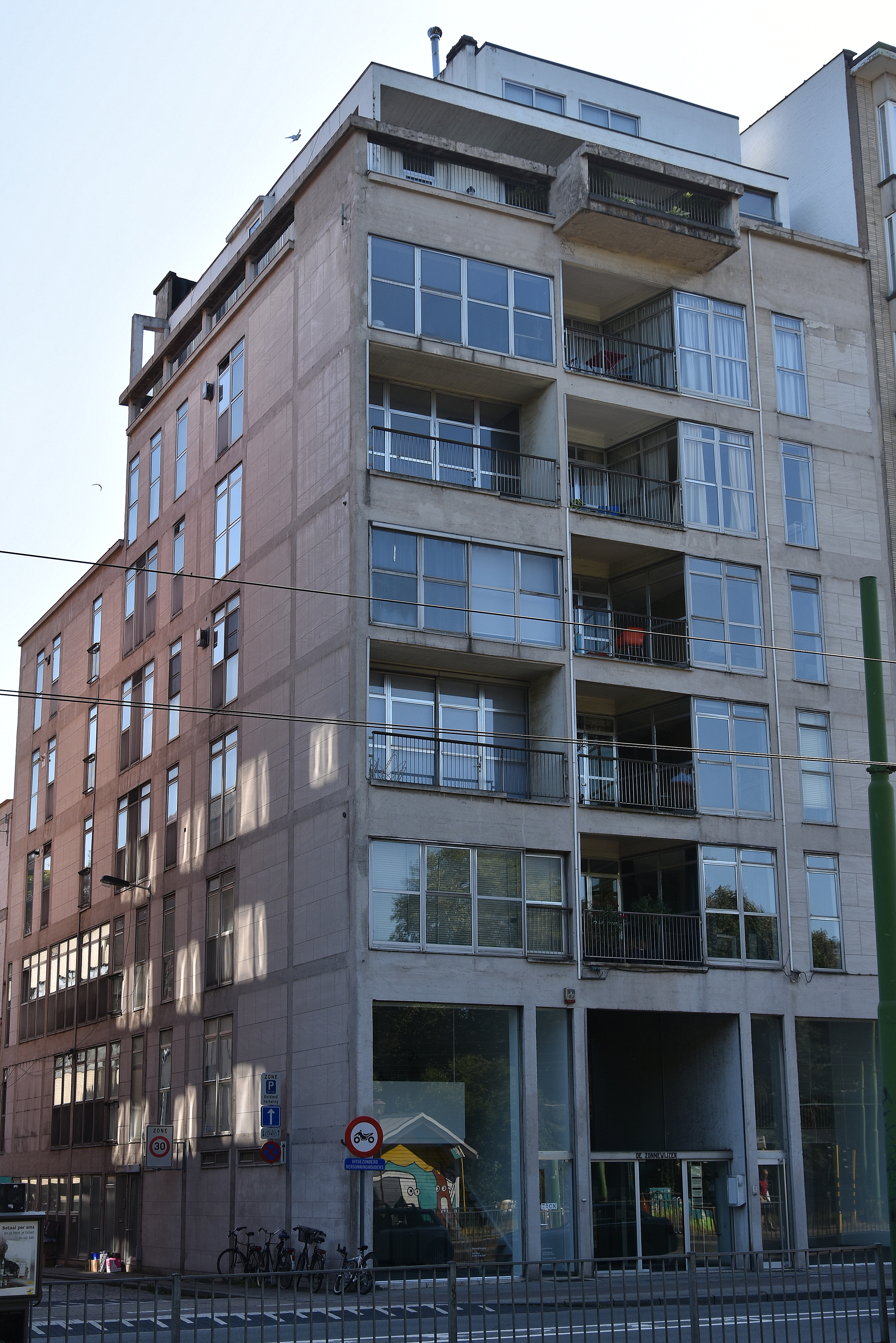
De zonnewijzer aan de Mechelsesteenweg te Antwerpen
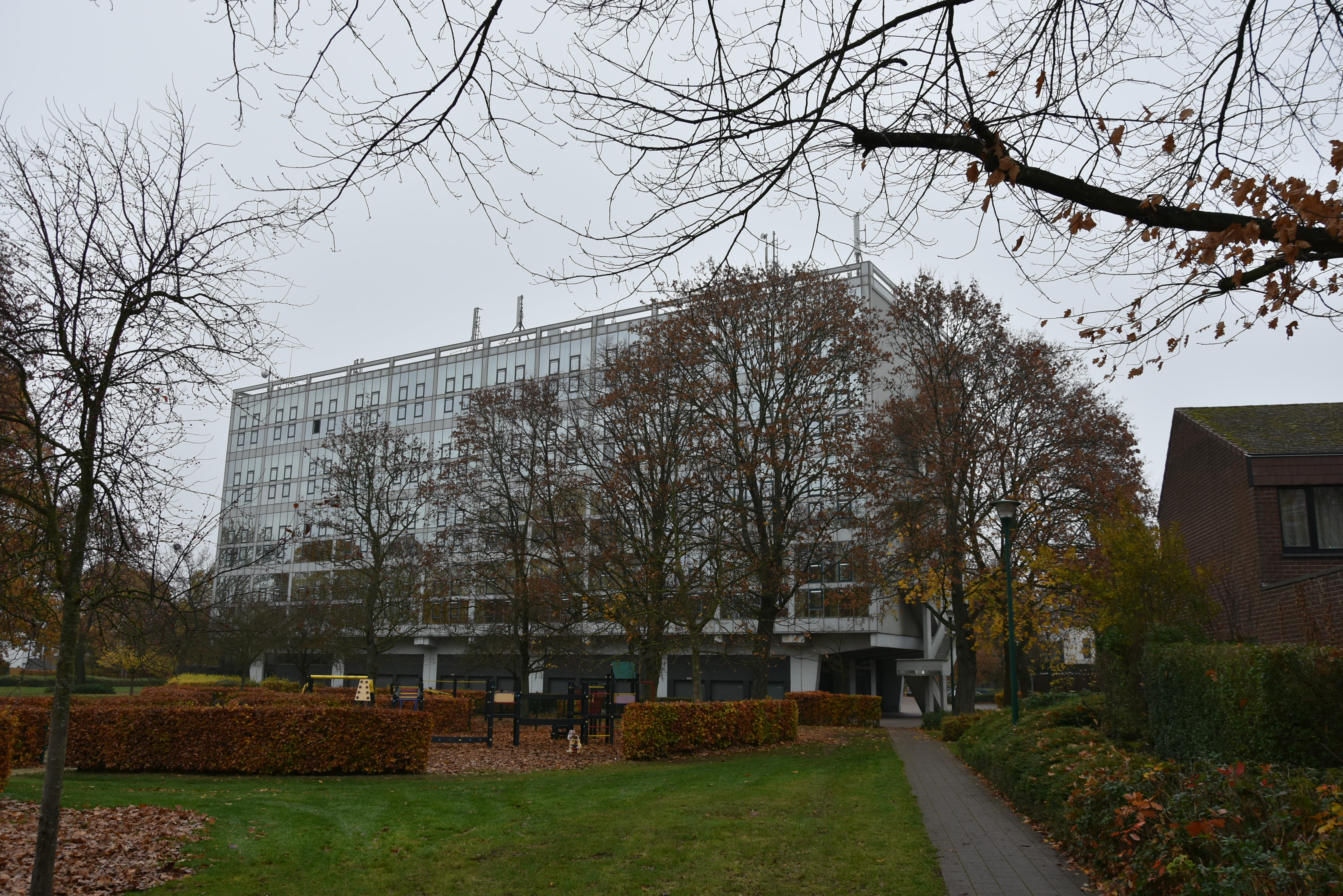
Koning-Albertgebouw van de Parkwijk Casablanca te Kessel-Lo
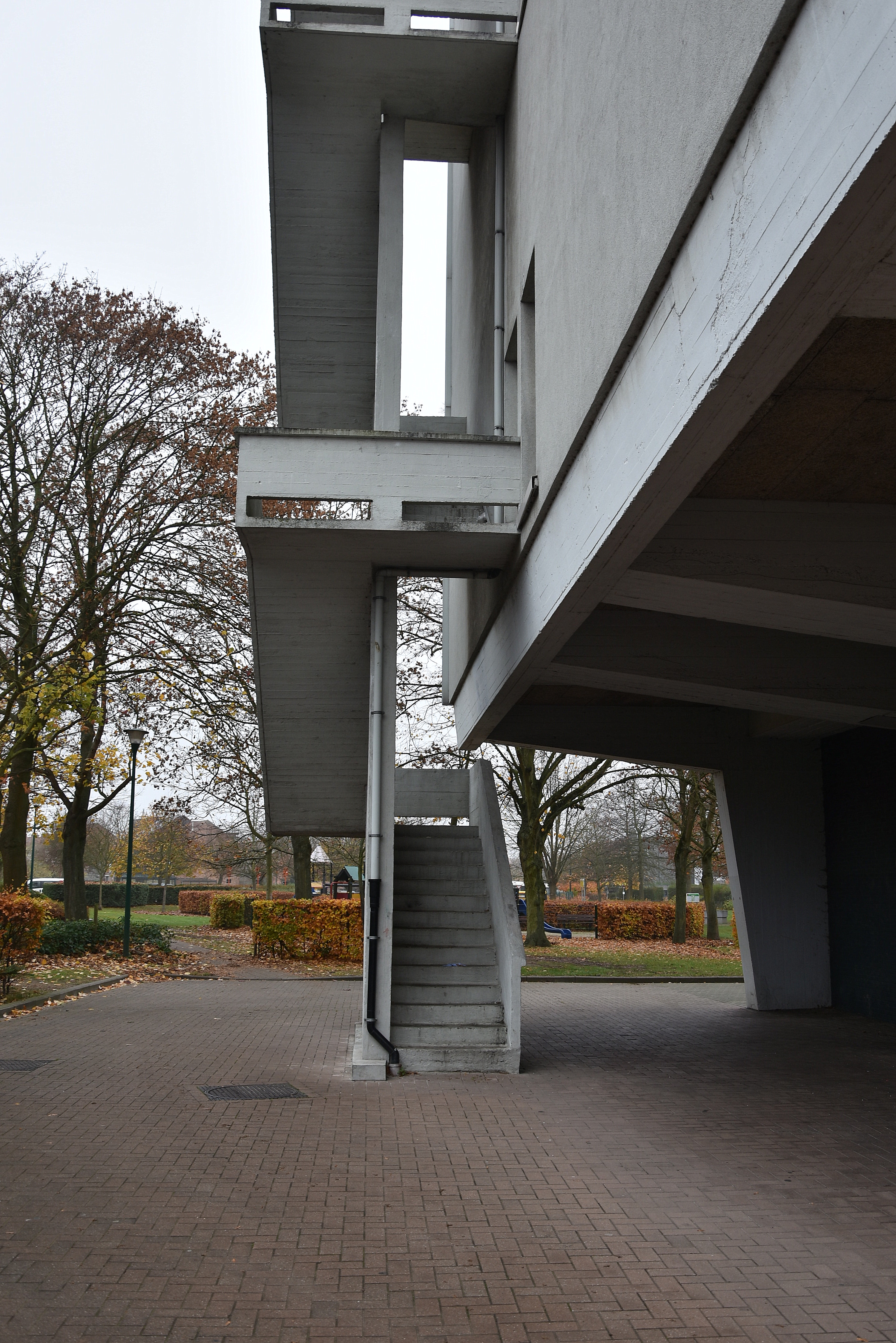
Koning-Albertgebouw van de Parkwijk Casablanca te Kessel-Lo
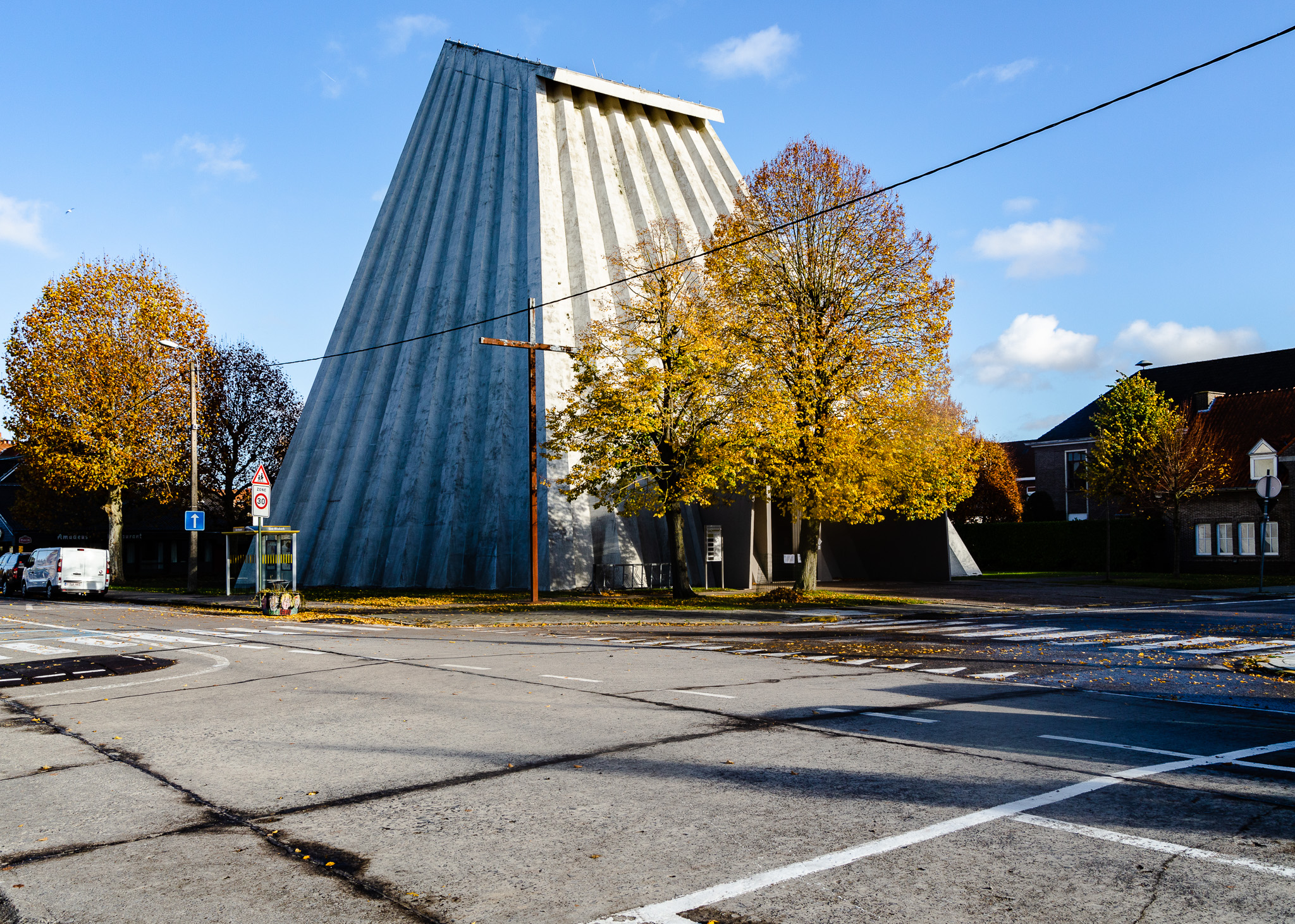
Sint-Ritakerk te Harelbeke
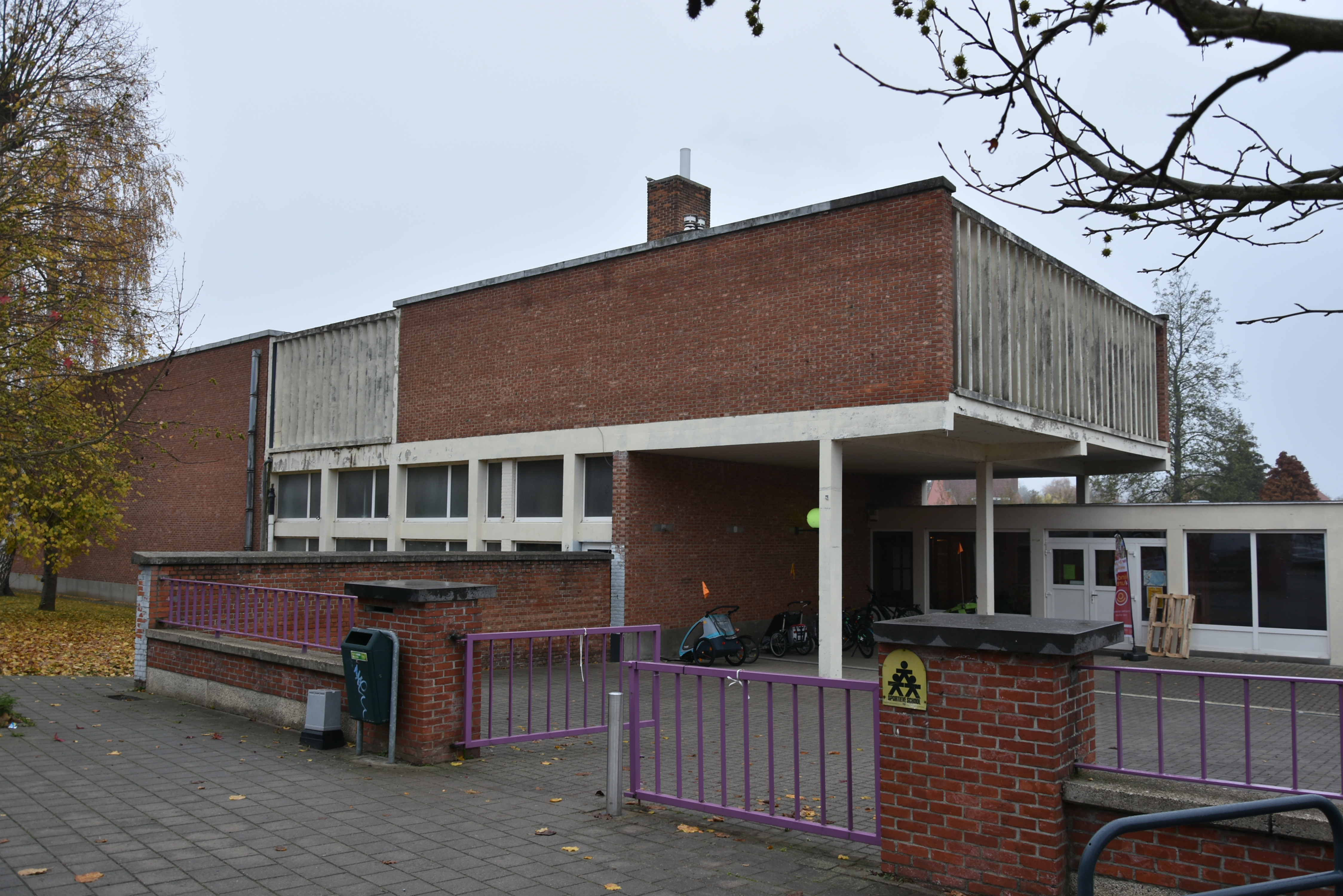
Basisschool Heffel te Kessel-Lo
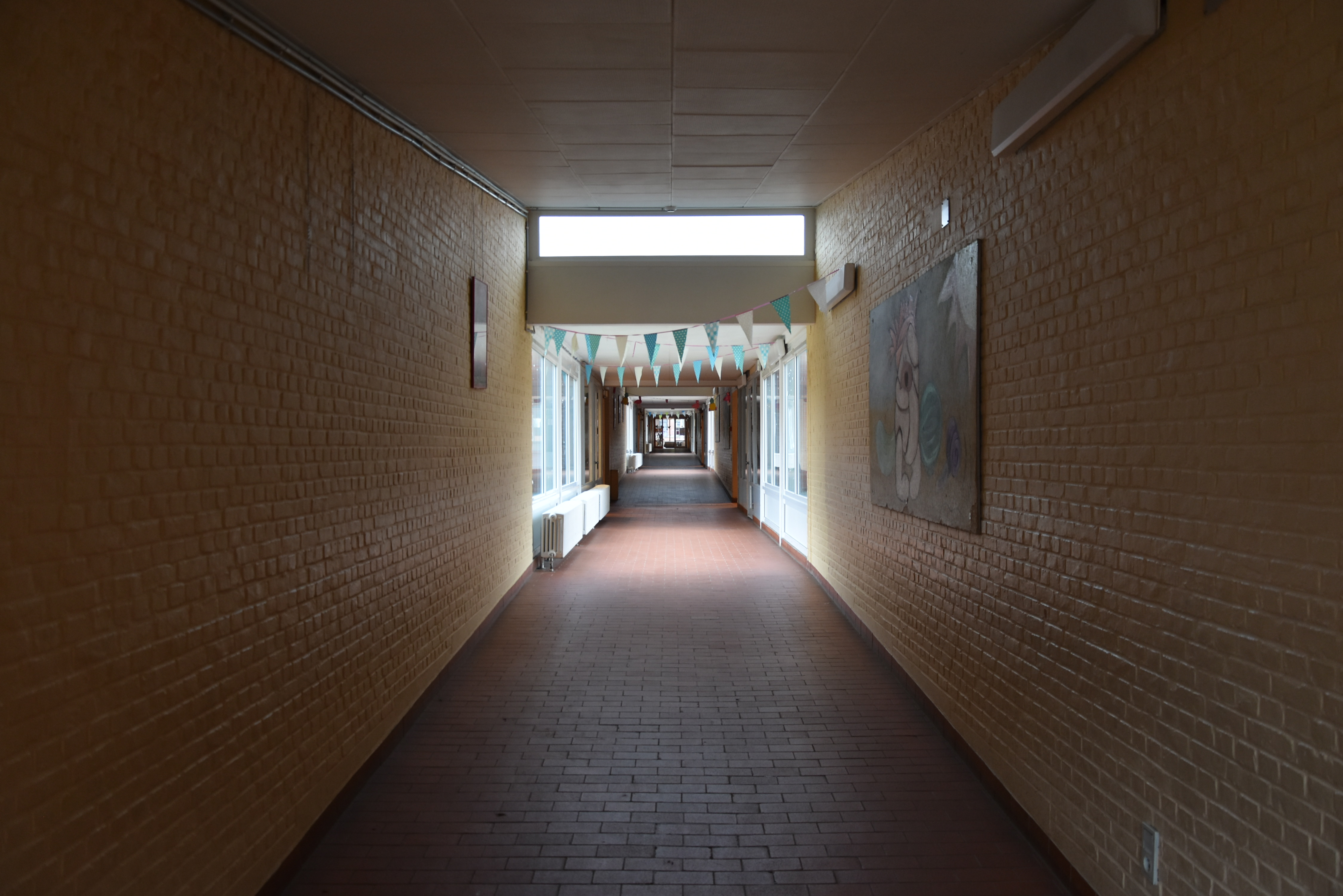
Basisschool Heffel te Kessel-Lo
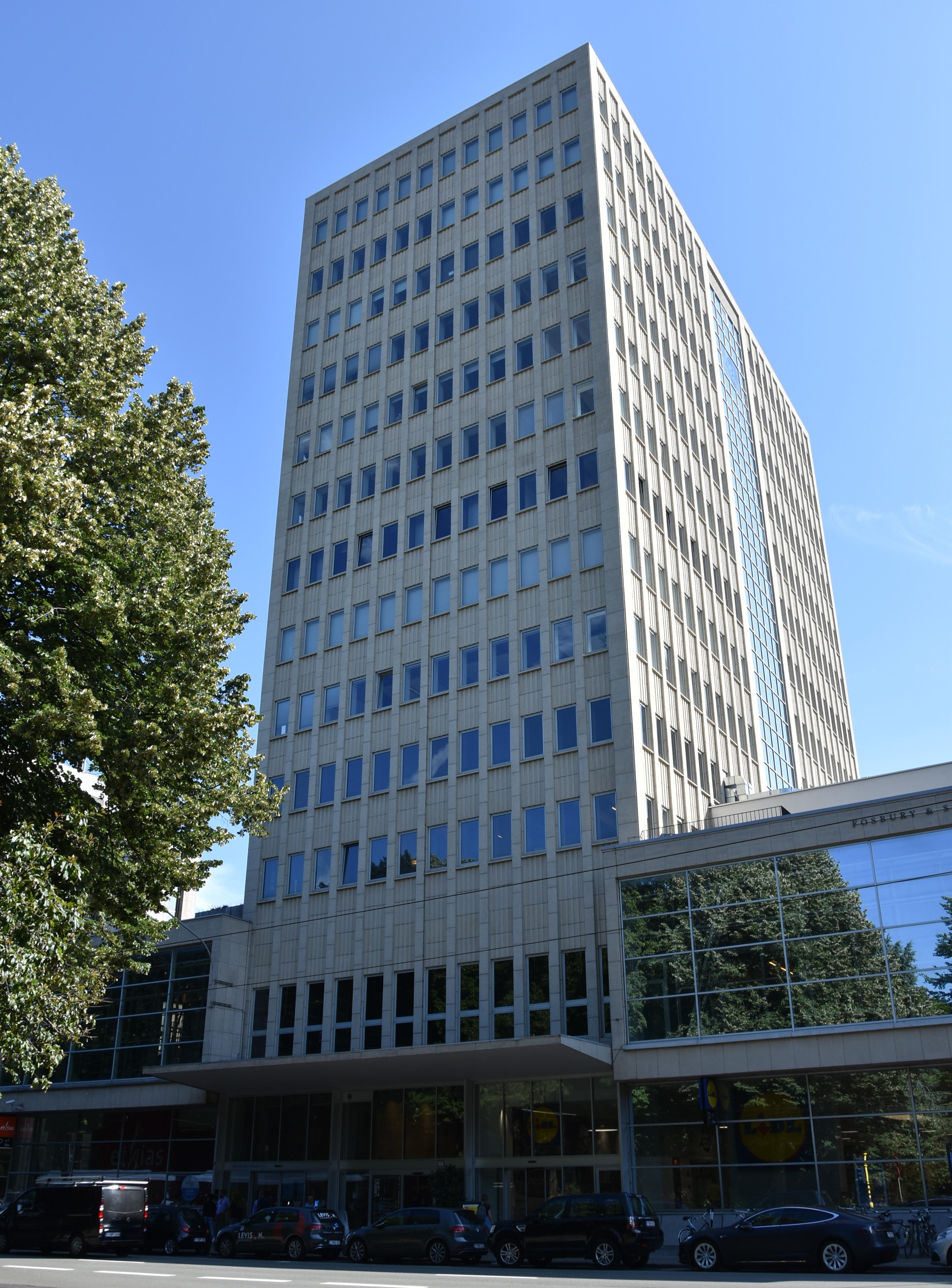
Voormalig gebouw van EBES te Antwerpen

## Belangrijkste realisaties
- 1921–1922: Gedenkzuil voor militaire slachtoffers van de Eerste Wereldoorlog, Burgemeester Frans Desmidtplein te Knokke (beschermd in 2003)
- 1925–1926: Woning Derboven, Jan Van Rijswijcklaan 136 te Antwerpen
- 1927–1928: Villa Les Dauphins en Les Nymphes, Poolspad 5-9 te Knokke (beschermd in 2004)
- 1927–1928: Villa Nautilus en Arcadië, Poolspad 1-3 te Knokke (beschermd in 2004)
- 1929–1931: Casino, Zeedijk 508-509 te Knokke (gedeeltelijk beschermd in 2003)
- 1931–1934: Residentie Elsdonck, Prins Boudewijnlaan 308-326 te Wilrijk (beschermd in 1988)
- 1932–1934: Eigen woning, Camille Huysmanslaan (eertijds Kolonielaan) 85 te Antwerpen (beschermd in 1995)
- 1932–1934: Casino, Zeedijk 150 te Blankenberge
- 1935–1936: Résidence Britannia, Britselei 21 te Antwerpen
- 1935–1937: Residentie La Chapelle, Lodewijk Gerritslaan 29 te Berchem
- ????–1938: Duplexappartementen, Van Eycklei te Antwerpen
- 1938–1938: Voormalig sanatorium Hof ten Bos, Lage Kaart 538 te Brasschaat (beschermd in 1995)
- ????–1947: Verbouwingswerken aan de Academie van Schone Kunsten te Antwerpen
- 1950–1952: Casino Kursaal, Monacoplein te Oostende (beschermd in 1998)
- ????–1954: Woon- en kantorencomplex "De Zonnewijzer", Mechelsesteenweg 247 te Antwerpen
- 1955–1956: Woonwijk Casablanca te Kessel-Lo
- 1957–1965: RTT-Telex-gebouw, Keizerinlaan te Brussel
- 1958–1959: Hoofdhuis Veritas, Uitbreidingsstraat 392 te Berchem
- 1958–1988: Koninklijk Vlaams Muziekconservatorium en deSingel, Desguinlei 25 te Antwerpen
- 1958–1959: Kantoorgebouw E.B.E.S., Mechelsesteenweg 271 te Antwerpen
- 1959–1960: Kantoorgebouw Assurances Liègeoises, Frankrijklei 70/Van Cuyckstraat 1 te Antwerpen
- 1960–1963: Voormalige B.P.-toren, Jan Van Rijswijcklaan 162 te Antwerpen (beschermd in 2001)
- 1962–1964: Warenhuis C&A, Meir te Antwerpen op de voormalige locatie van Théâtre des Variétés/Cinema Roxy
- ????–1964: Warenhuis C&A, Nieuwstraat te Brussel
- 1961–1968: Sint-Ritakerk, Julius Sabbestraat te Harelbeke